# یونگالا، استرالیای جنوبی
یونگالا (به انگلیسی: Yongala) یک شهرک در استرالیا است که در Peterborough District Council واقع شده‌است.